# Acanthephyra smithi
Acanthephyra smithi is een garnalensoort uit de familie van de Acanthephyridae. De wetenschappelijke naam van de soort is voor het eerst geldig gepubliceerd in 1939 door Kemp.